# Írország az 1968. évi nyári olimpiai játékokon
Írország a mexikói Mexikóvárosban megrendezett 1968. évi nyári olimpiai játékok egyik részt vevő nemzete volt. Az országot az olimpián 7 sportágban 31 sportoló képviselte, akik érmet nem szereztek.

## Atlétika
Férfi
| Versenyző       | Versenyszám     | Előfutam | Előfutam | Előfutam | Negyeddöntő | Negyeddöntő | Negyeddöntő | Elődöntő | Elődöntő | Elődöntő | Döntő         | Döntő         |
| Versenyző       | Versenyszám     | Idő      | Hely.    | Össz.    | Idő         | Hely.       | Össz.       | Idő      | Hely.    | Össz.    | Idő           | Helyezés      |
| --------------- | --------------- | -------- | -------- | -------- | ----------- | ----------- | ----------- | -------- | -------- | -------- | ------------- | ------------- |
| Noel Carroll    | 400 m           | 46,83    | 6.       | 33.      | kiesett     | kiesett     | kiesett     | kiesett  | kiesett  | kiesett  | kiesett       | kiesett       |
| Noel Carroll    | 800 m           | 1:49,01  | 3.       | 19.      |             |             |             | kiesett  | kiesett  | kiesett  | kiesett       | kiesett       |
| Francis Murphy  | 1500 m          | 3:54,85  | 10.      | 29.      |             |             |             | kiesett  | kiesett  | kiesett  | kiesett       | kiesett       |
| Patrick McMahon | Maraton         |          |          |          |             |             |             |          |          |          | 2:29:21       | 12.           |
| Michael Molloy  | Maraton         |          |          |          |             |             |             |          |          |          | 2:48:13       | 41.           |
| John Kelly      | 50 km gyaloglás |          |          |          |             |             |             |          |          |          | nem ért célba | nem ért célba |

## Kerékpározás

### Országúti kerékpározás
| Versenyző     | Versenyszám   | Idő           | Helyezés      |
| ------------- | ------------- | ------------- | ------------- |
| Peter Doyle   | Mezőnyverseny | nem ért célba | nem ért célba |
| Morris Foster | Mezőnyverseny | nem ért célba | nem ért célba |
| Liam Horner   | Mezőnyverseny | nem ért célba | nem ért célba |

## Lovaglás
Díjugratás
| Versenyző                           | Ló                   | Versenyszám | 1. forduló    | 1. forduló    | 2. forduló | 2. forduló | Összesen | Összesen |
| Versenyző                           | Ló                   | Versenyszám | Pont          | Hely.         | Pont       | Hely.      | Pont     | Helyezés |
| ----------------------------------- | -------------------- | ----------- | ------------- | ------------- | ---------- | ---------- | -------- | -------- |
| Edward Campion Diana Connolly-Carew | Liathdruim Barrymore | Csapat      | nem ért célba | nem ért célba | kiesett    | kiesett    | kiesett  | kiesett  |

Lovastusa
| Versenyző                                            | Ló                        | Versenyszám | Díjlovaglás | Díjlovaglás | Tereplovaglás | Tereplovaglás | Díjugratás | Díjugratás | Végeredmény | Végeredmény |
| Versenyző                                            | Ló                        | Versenyszám | Bünt.       | Hely.       | Bünt.         | Hely.         | Bünt.      | Hely.      | Bünt.       | Helyezés    |
| ---------------------------------------------------- | ------------------------- | ----------- | ----------- | ----------- | ------------- | ------------- | ---------- | ---------- | ----------- | ----------- |
| Tommy Brennan                                        | March Hawk                | Egyéni      | -97,01      | 28.         | kizárták      | kizárták      | kiesett    | kiesett    | kiesett     | kiesett     |
| Juliet Jobling-Purser                                | Jenny                     | Egyéni      | -72,51      | 10.         | -5,60         | 10.           | -1,00      | 4.         | -79,11      | 7.          |
| Penelope Moreton                                     | Loughlin                  | Egyéni      | -74,01      | 12.         | kizárták      | kizárták      | kiesett    | kiesett    | kiesett     | kiesett     |
| Diana Wilson                                         | Chianti Rosso             | Egyéni      | -122,51     | 47.         | -106,40       | 26.           | -0,00      | 1.         | -228,91     | 26.         |
| Tommy Brennan Juliet Jobling-Purser Penelope Moreton | March Hawk Jenny Loughlin | Csapat      | -243,53     | 7.          | nem ért célba | nem ért célba | kiesett    | kiesett    | kiesett     | kiesett     |

## Ökölvívás
| Versenyző        | Versenyszám   | Selejtező         | 32-es főtábla                | Nyolcaddöntő                   | Negyeddöntő                | Elődöntő          | Döntő             | Helyezés |
| Versenyző        | Versenyszám   | Ellenfél Eredmény | Ellenfél Eredmény            | Ellenfél Eredmény              | Ellenfél Eredmény          | Ellenfél Eredmény | Ellenfél Eredmény | Helyezés |
| ---------------- | ------------- | ----------------- | ---------------------------- | ------------------------------ | -------------------------- | ----------------- | ----------------- | -------- |
| Brendan McCarthy | Légsúly       |                   | erőnyerő                     | Ricardo Delgado (MEX) · 0-5    | kiesett                    | kiesett           | kiesett           | 9.       |
| Michael Dowling  | Harmatsúly    | erőnyerő          | Bernd Juterzenka (GDR) · RSC | John Rakowski (AUS) · kizárták | Morioka Eidzsi (JPN) · 1-4 | kiesett           | kiesett           | 5.       |
| Edward Tracey    | Pehelysúly    |                   | Errol West (JAM) · 4-1       | Antonio Roldán (MEX) · 1-4     | kiesett                    | kiesett           | kiesett           | 9.       |
| Anthony Quinn    | Könnyűsúly    | erőnyerő          | Inoua Bodia (CMR) · KO       | Józef Grudzień (POL) · 1-4     | kiesett                    | kiesett           | kiesett           | 9.       |
| Jim McCourt      | Kisváltósúly  | erőnyerő          | Gert Puzicha (FRG) · 0-5     | kiesett                        | kiesett                    | kiesett           | kiesett           | 17.      |
| Eamonn McCusker  | Nagyváltósúly |                   | Rolando Garbey (CUB) · RSC   | kiesett                        | kiesett                    | kiesett           | kiesett           | 17.      |

## Sportlövészet
Nyílt
| Versenyző      | Versenyszám | Pont | Helyezés |
| -------------- | ----------- | ---- | -------- |
| Dermot Kelly   | Trap        | 175  | 47.      |
| Gerard Brady   | Skeet       | 180  | 38.      |
| Arthur McMahon | Skeet       | 170  | 47.      |

## Úszás
Férfi
| Versenyző      | Versenyszám    | Előfutam | Előfutam | Előfutam | Elődöntő | Elődöntő | Elődöntő | Döntő   | Döntő    |
| Versenyző      | Versenyszám    | Idő      | Hely.    | Össz.    | Idő      | Hely.    | Össz.    | Idő     | Helyezés |
| -------------- | -------------- | -------- | -------- | -------- | -------- | -------- | -------- | ------- | -------- |
| Donnacha O'Dea | 100 m gyors    | 59,5     | 6.       | 55.      | kiesett  | kiesett  | kiesett  | kiesett | kiesett  |
| Donnacha O'Dea | 100 m pillangó | 1:02,8   | 5.       | 38.      | kiesett  | kiesett  | kiesett  | kiesett | kiesett  |
| Donnacha O'Dea | 200 m vegyes   | 2:36,6   | 5.       | 40.      |          |          |          | kiesett | kiesett  |
| Liam Ball      | 100 m mell     | 1:12,1   | 4.       | 27.      | kiesett  | kiesett  | kiesett  | kiesett | kiesett  |
| Liam Ball      | 200 m mell     | 2:39,8   | 4.       | 20.      |          |          |          | kiesett | kiesett  |

Női
| Versenyző      | Versenyszám    | Előfutam | Előfutam | Előfutam | Elődöntő | Elődöntő | Elődöntő | Döntő   | Döntő    |
| Versenyző      | Versenyszám    | Idő      | Hely.    | Össz.    | Idő      | Hely.    | Össz.    | Idő     | Helyezés |
| -------------- | -------------- | -------- | -------- | -------- | -------- | -------- | -------- | ------- | -------- |
| Ann O'Connor   | 100 m mell     | 1:21,1   | 4.       | 21.      | kiesett  | kiesett  | kiesett  | kiesett | kiesett  |
| Ann O'Connor   | 200 m mell     | 2:56,4   | 4.       | 18.      |          |          |          | kiesett | kiesett  |
| Vivienne Smith | 100 m pillangó | 1:13,1   | 6.       | 21.      | kiesett  | kiesett  | kiesett  | kiesett | kiesett  |
| Vivienne Smith | 200 m pillangó | 2:39,7   | 2.       | 11.*     |          |          |          | kiesett | kiesett  |

* - egy másik versenyzővel azonos időt ért el

## Vívás
Férfi
| Versenyző                                                      | Versenyszám       | Csoportkör | Csoportkör | Csoportkör | Csoportkör | Nyolcaddöntő      | Negyeddöntő       | Elődöntő          | Vigaszág a döntőért | Vigaszág a döntőért | Vigaszág a döntőért | Vigaszág a döntőért | Vigaszág a döntőért | Döntő             | Helyezés    |
| Versenyző                                                      | Versenyszám       | 1. kör | 1. kör     | 2. kör | 2. kör     | Nyolcaddöntő      | Negyeddöntő       | Elődöntő          | 1. kör              | 2. kör              | 3. kör              | 4. kör              | 5. kör              | Döntő             | Helyezés    |
| Versenyző                                                      | Versenyszám       | Ellenfél Eredmény | Hely.      | Ellenfél Eredmény | Hely.      | Ellenfél Eredmény | Ellenfél Eredmény | Ellenfél Eredmény | Ellenfél Eredmény   | Ellenfél Eredmény   | Ellenfél Eredmény   | Ellenfél Eredmény   | Ellenfél Eredmény   | Ellenfél Eredmény | Helyezés    |
| -------------------------------------------------------------- | ----------------- | --- | ---------- | --- | ---------- | ----------------- | ----------------- | ----------------- | ------------------- | ------------------- | ------------------- | ------------------- | ------------------- | ----------------- | ----------- |
| John Bouchier-Hayes                                            | Tőr, egyéni       | F. csoport · Kamuti László (HUN) · V · Nicola Granieri (ITA) · V · Michel Constandt (BEL) · V · Héctor Abaunza (MEX) · V · Félix Piñero (VEN) · GY                            | 5.         | kiesett | kiesett    | kiesett           | kiesett           | kiesett           | kiesett             | kiesett             | kiesett             | kiesett             | kiesett             | kiesett           | helyezetlen |
| Fionbarr Farrell                                               | Tőr, egyéni       | G. csoport · Guillermo Saucedo (ARG) · V · Szabó Sándor (HUN) · V · Friedrich Wessel (FRG) · V · Román Gómez (MEX) · V                                                        | 5.         | kiesett | kiesett    | kiesett           | kiesett           | kiesett           | kiesett             | kiesett             | kiesett             | kiesett             | kiesett             | kiesett           | helyezetlen |
| Michael Ryan                                                   | Tőr, egyéni       | B. csoport · Lawrence Anastasi (USA) · V · Kamuti Jenő (HUN) · V · Simizu Fudzsio (JPN) · V · Dagoberto Borges (CUB) · V                                                      | 5.         | kiesett | kiesett    | kiesett           | kiesett           | kiesett           | kiesett             | kiesett             | kiesett             | kiesett             | kiesett             | kiesett           | helyezetlen |
| John Bouchier-Hayes                                            | Párbajtőr, egyéni | K. csoport visszalépett | ‑          | kiesett | kiesett    | kiesett           | kiesett           | kiesett           | kiesett             | kiesett             | kiesett             | kiesett             | kiesett             | kiesett           | helyezetlen |
| Colm O'Brien                                                   | Párbajtőr, egyéni | J. csoport · Nemere Zoltán (HUN) · V · Lars-Erik Larsson (SWE) · V · Gustavo Oliveros (CUB) · V · Claude Bourquard (FRA) · GY · Félix Piñero (VEN) · GY                       | 4.         | E. csoport · Orvar Lindwall (SWE) · V · Michel Constandt (BEL) · V · Dieter Jung (FRG) · V · Alexandre Bretholz (SUI) · V · Gianfranco Paolucci (ITA) · V | 6.         | kiesett           | kiesett           | kiesett           | kiesett             | kiesett             | kiesett             | kiesett             | kiesett             | kiesett           | helyezetlen |
| Michael Ryan                                                   | Párbajtőr, egyéni | A. csoport · Alekszej Nyikancsikov (URS) · V · Herbert Polzhuber (AUT) · V · Ernesto Fernández (MEX) · V · Klaus Dumke (GDR) · V · Ahmed El-Abidin (RAU) · V                  | 6.         | kiesett | kiesett    | kiesett           | kiesett           | kiesett           | kiesett             | kiesett             | kiesett             | kiesett             | kiesett             | kiesett           | helyezetlen |
| John Bouchier-Hayes                                            | Kard, egyéni      | F. csoport · Bakonyi Péter (HUN) · V · Emil Ochyra (POL) · V · Rolando Rigoli (ITA) · V · Yves Brasseur (BEL) · V · Manuel Ortíz (CUB) · V                                    | 6.         | kiesett | kiesett    |                   | kiesett           | kiesett           | kiesett             | kiesett             | kiesett             |                     |                     | kiesett           | helyezetlen |
| Fionbarr Farrell                                               | Kard, egyéni      | E. csoport · Vlagyimir Nazlimov (URS) · V · Kovács Tamás (HUN) · V · Rodney Craig (GBR) · V · Anthony Keane (USA) · V · Volker Duschner (FRG) · V · Gustavo Chapela (MEX) · V | 7.         | kiesett | kiesett    |                   | kiesett           | kiesett           | kiesett             | kiesett             | kiesett             |                     |                     | kiesett           | helyezetlen |
| Colm O'Brien                                                   | Kard, egyéni      | A. csoport · Jerzy Pawłowski (POL) · V · Alfonso Morales (USA) · V · Walter Köstner (FRG) · V · Serge Panizza (FRA) · V · Félix Delgado (CUB) · GY                            | 6.         | kiesett | kiesett    |                   | kiesett           | kiesett           | kiesett             | kiesett             | kiesett             |                     |                     | kiesett           | helyezetlen |
| John Bouchier-Hayes Fionbarr Farrell Colm O'Brien Michael Ryan | Tőr, csapat       | 5. csoport · Olaszország (ITA) · 1-15 · NSZK (FRG) · 1-15 | 4.         | |            |                   | kiesett           | kiesett           |                     |                     |                     |                     |                     | kiesett           | helyezetlen |
| John Bouchier-Hayes Fionbarr Farrell Colm O'Brien Michael Ryan | Párbajtőr, csapat | 4. csoport · NSZK (FRG) · 1-15 · Svédország (SWE) · 3-13 | 4.         | |            |                   |                   | kiesett           |                     |                     |                     |                     |                     | kiesett           | helyezetlen |
| John Bouchier-Hayes Fionbarr Farrell Colm O'Brien              | Kard, csapat      | 2. csoport · NSZK (FRG) · 2-14 · Magyarország (HUN) · 0-16 | 3.         | |            |                   |                   | kiesett           |                     |                     |                     |                     |                     | kiesett           | helyezetlen |